# Freestyle-Skiing-Weltcup 2018/19
Der Freestyle-Skiing-Weltcup 2018/19 war eine von der FIS organisierte Wettkampfserie, die am 5. September 2018 in Cardrona begann und am 30. März 2019 in Silvaplana endete. Ausgetragen wurden Wettbewerbe in den Disziplinen Aerials (Springen), Moguls (Buckelpiste), Dual Moguls (Parallel-Buckelpiste), Skicross, Halfpipe, Slopestyle und Big Air. Höhepunkt der Saison waren die Freestyle-Skiing-Weltmeisterschaften 2019 in Park City, deren Ergebnisse jedoch nicht für den Weltcup zählten.

## Männer

### Weltcupwertungen
| Rang | Name                  | Punkte |
| ---- | --------------------- | ------ |
| 01   | Mikaël Kingsbury      | 91,67  |
| 02   | Bastien Midol         | 68,73  |
| 03   | Wang Xindi            | 63,20  |
| 04   | Sun Jiaxu             | 59,60  |
| 05   | Ikuma Horishima       | 57,44  |
| 06   | Benjamin Cavet        | 52,22  |
| 07   | Jean-Frédéric Chapuis | 52,00  |
| 08   | Walter Wallberg       | 51,22  |
| 09   | Simon d’Artois        | 51,20  |
| 10   | Anton Kuschnir        | 49,80  |

| Rang | Name                  | Punkte |
| ---- | --------------------- | ------ |
| 01   | Wang Xindi            | 316    |
| 02   | Sun Jiaxu             | 298    |
| 03   | Anton Kuschnir        | 249    |
| 04   | Maxim Burow           | 236    |
| 05   | Stanislaw Nikitin     | 220    |
| 06   | Noé Roth              | 169    |
| 07   | Eric Loughran         | 150    |
| 08   | Christopher Lillis    | 136    |
| 09   | Félix Cormier-Boucher | 121    |
| 10   | Justin Schoenefeld    | 120    |

| Rang | Name             | Punkte |
| ---- | ---------------- | ------ |
| 01   | Mikaël Kingsbury | 825    |
| 02   | Ikuma Horishima  | 517    |
| 03   | Benjamin Cavet   | 470    |
| 04   | Walter Wallberg  | 461    |
| 05   | Matt Graham      | 343    |
| 06   | Daichi Hara      | 325    |
| 07   | Bradley Wilson   | 303    |
| 08   | Dmitri Reicherd  | 232    |
| 09   | Casey Andringa   | 206    |
| 10   | Jimi Salonen     | 199    |

| Rang | Name                  | Punkte |
| ---- | --------------------- | ------ |
| 01   | Bastien Midol         | 756    |
| 02   | Jean-Frédéric Chapuis | 572    |
| 03   | Alex Fiva             | 503    |
| 04   | Brady Leman           | 419    |
| 05   | Florian Wilmsmann     | 307    |
| 06   | Daniel Traxler        | 285    |
| 07   | Jonathan Midol        | 284    |
| 08   | Jonas Lenherr         | 272    |
| 09   | Ryan Regez            | 267    |
| 10   | Romain Détraz         | 260    |

| Rang | Name            | Punkte |
| ---- | --------------- | ------ |
| 01   | Simon d’Artois  | 256    |
| 02   | Nico Porteous   | 225    |
| 03   | David Wise      | 210    |
| 04   | Hunter Hess     | 178    |
| 05   | Thomas Krief    | 164    |
| 06   | Birk Irving     | 158    |
| 07   | Noah Bowman     | 124    |
| 08   | Miguel Porteous | 120    |
| 09   | Brendan Mackay  | 115    |
| 10   | Aaron Blunck    | 104    |

| Rang | Name              | Punkte |
| ---- | ----------------- | ------ |
| 01   | Mac Forehand      | 247    |
| 02   | Max Moffatt       | 213    |
| 03   | Andri Ragettli    | 205    |
| 04   | Oliwer Magnusson  | 185    |
| 05   | Colby Stevenson   | 167    |
| 06   | Alexander Hall    | 147    |
| 07   | Colin Wili        | 147    |
| 08   | Philippe Langevin | 142    |
| 09   | Ferdinand Dahl    | 140    |
| 10   | Kiernan Fagan     | 132    |

| Rang | Name                   | Punkte |
| ---- | ---------------------- | ------ |
| 01   | Andri Ragettli         | 220    |
| 02   | Birk Ruud              | 172    |
| 03   | Fabian Bösch           | 130    |
| 04   | Lukas Müllauer         | 105    |
| 05   | Evan McEachran         | 104    |
| 06   | Alexander Hall         | 098    |
| 07   | Finn Bilous            | 092    |
| 08   | Alex Beaulieu-Marchand | 084    |
| 09   | Kai Mahler             | 072    |
| 10   | Elias Syrjä            | 057    |

### Podestplätze

#### Aerials
| Datum      | Ort                   | 1. Platz          | 2. Platz       | 3. Platz          |
| ---------- | --------------------- | ----------------- | -------------- | ----------------- |
| 19.01.2019 | Lake Placid           | Maxim Burow       | Wang Xindi     | Stanislaw Nikitin |
| 16.02.2019 | Moskau                | Stanislaw Nikitin | Wang Xindi     | Noé Roth          |
| 23.02.2019 | Minsk                 | Maxim Burow       | Anton Kuschnir | Stanislaw Nikitin |
| 02.03.2019 | Shimao Lotus Mountain | Sun Jiaxu         | Wang Xindi     | Eric Loughran     |
| 03.03.2019 | Shimao Lotus Mountain | Sun Jiaxu         | Noé Roth       | Anton Kuschnir    |

#### Moguls
| Datum      | Ort            | Disziplin   | 1. Platz             | 2. Platz             | 3. Platz             |
| ---------- | -------------- | ----------- | -------------------- | -------------------- | -------------------- |
| 07.12.2018 | Ruka           | Moguls      | Mikaël Kingsbury     | Benjamin Cavet       | Walter Wallberg      |
| 15.12.2018 | Thaiwoo        | Moguls      | Mikaël Kingsbury     | Ikuma Horishima      | Dmitri Reicherd      |
| 16.12.2018 | Thaiwoo        | Dual Moguls | Mikaël Kingsbury     | Oskar Elofsson       | Benjamin Cavet       |
| 12.01.2019 | Calgary        | Moguls      | Mikaël Kingsbury     | Walter Wallberg      | Daichi Hara          |
| 18.01.2019 | Lake Placid    | Moguls      | Benjamin Cavet       | Walter Wallberg      | Matt Graham          |
| 26.01.2019 | Mont-Tremblant | Moguls      | Mikaël Kingsbury     | Ikuma Horishima      | Dmitri Reicherd      |
| 23.02.2019 | Tazawako       | Moguls      | Mikaël Kingsbury     | Philippe Marquis     | Bradley Wilson       |
| 24.02.2019 | Tazawako       | Dual Moguls | Mikaël Kingsbury     | Ikuma Horishima      | Benjamin Cavet       |
| 02.03.2019 | Shymbulak      | Moguls      | Ikuma Horishima      | Mikaël Kingsbury     | Walter Wallberg      |
| 03.03.2019 | Shymbulak      | Dual Moguls | Wettbewerb abgesagt. | Wettbewerb abgesagt. | Wettbewerb abgesagt. |

#### Skicross
| Datum      | Ort           | 1. Platz              | 2. Platz              | 3. Platz              |
| ---------- | ------------- | --------------------- | --------------------- | --------------------- |
| 07.12.2018 | Val Thorens   | Wettbewerb abgesagt.  | Wettbewerb abgesagt.  | Wettbewerb abgesagt.  |
| 08.12.2018 | Val Thorens   | Wettbewerb abgesagt.  | Wettbewerb abgesagt.  | Wettbewerb abgesagt.  |
| 15.12.2018 | Montafon      | Wettbewerb abgesagt.  | Wettbewerb abgesagt.  | Wettbewerb abgesagt.  |
| 17.12.2018 | Arosa         | Jonas Lenherr         | Victor Öhling Norberg | Alex Fiva             |
| 21.12.2018 | Innichen      | Jonathan Midol        | Bastien Midol         | Brady Leman           |
| 22.12.2018 | Innichen      | Joos Berry            | Bastien Midol         | Jonathan Midol        |
| 19.01.2019 | Idre          | Alex Fiva             | Bastien Midol         | Daniel Traxler        |
| 20.01.2019 | Idre          | Jean-Frédéric Chapuis | Daniel Traxler        | Romain Détraz         |
| 26.01.2019 | Blue Mountain | Brady Leman           | Bastien Midol         | Johannes Rohrweck     |
| 16.02.2019 | Feldberg      | Ryan Regez            | Florian Wilmsmann     | Kevin Drury           |
| 17.02.2019 | Feldberg      | Jean-Frédéric Chapuis | Romain Détraz         | Ryan Regez            |
| 23.02.2019 | Sunny Valley  | Bastien Midol         | Filip Flisar          | Jean-Frédéric Chapuis |
| 24.02.2019 | Sunny Valley  | Bastien Midol         | Alex Fiva             | Brady Leman           |
| 17.03.2019 | Veysonnaz     | Jean-Frédéric Chapuis | Brady Leman           | Bastien Midol         |

#### Halfpipe
| Datum      | Ort                     | 1. Platz             | 2. Platz             | 3. Platz             |
| ---------- | ----------------------- | -------------------- | -------------------- | -------------------- |
| 07.12.2018 | Copper Mountain         | Aaron Blunck         | Miguel Porteous      | David Wise           |
| 22.12.2018 | Secret Garden Skiresort | Simon d’Artois       | Nico Porteous        | Hunter Hess          |
| 16.02.2019 | Calgary                 | David Wise           | Nico Porteous        | Noah Bowman          |
| 09.03.2019 | Mammoth Mountain        | Birk Irving          | Simon d’Artois       | Thomas Krief         |
| 21.03.2019 | Tignes                  | Wettbewerb abgesagt. | Wettbewerb abgesagt. | Wettbewerb abgesagt. |

#### Slopestyle
| Datum      | Ort              | 1. Platz             | 2. Platz             | 3. Platz             |
| ---------- | ---------------- | -------------------- | -------------------- | -------------------- |
| 23.11.2018 | Stubai           | Henrik Harlaut       | Mac Forehand         | Ferdinand Dahl       |
| 12.01.2019 | Font Romeu       | Alexander Hall       | Philippe Langevin    | Andri Ragettli       |
| 27.01.2019 | Seiser Alm       | Max Moffatt          | Oliwer Magnusson     | Kiernan Fagan        |
| 10.03.2019 | Mammoth Mountain | Mac Forehand         | Ferdinand Dahl       | Kiernan Fagan        |
| 17.03.2019 | Québec           | Wettbewerb abgesagt. | Wettbewerb abgesagt. | Wettbewerb abgesagt. |
| 30.03.2019 | Silvaplana       | Andri Ragettli       | Colby Stevenson      | Fabian Bösch         |

#### Big Air
| Datum      | Ort      | 1. Platz             | 2. Platz             | 3. Platz             |
| ---------- | -------- | -------------------- | -------------------- | -------------------- |
| 07.09.2018 | Cardrona | Andri Ragettli       | Evan McEachran       | Finn Bilous          |
| 04.11.2018 | Modena   | Birk Ruud            | Alexander Hall       | Andri Ragettli       |
| 16.03.2019 | Québec   | Lukas Müllauer       | Fabian Bösch         | Andri Ragettli       |
| 23.03.2019 | Oslo     | Wettbewerb abgesagt. | Wettbewerb abgesagt. | Wettbewerb abgesagt. |

## Frauen

### Weltcupwertungen
| Rang | Name              | Punkte |
| ---- | ----------------- | ------ |
| 01   | Perrine Laffont   | 86,67  |
| 02   | Xu Mengtao        | 82,00  |
| 03   | Fanny Smith       | 72,64  |
| 03   | Sandra Näslund    | 68,64  |
| 04   | Jaelin Kauf       | 63,33  |
| 06   | Jakara Anthony    | 60,56  |
| 07   | Xu Sicun          | 59,80  |
| 08   | Marielle Thompson | 59,64  |
| 09   | Julija Galyschewa | 59,22  |
| 10   | Megan Oldham      | 56,20  |

| Rang | Name                     | Punkte |
| ---- | ------------------------ | ------ |
| 01   | Xu Mengtao               | 410    |
| 02   | Xu Sicun                 | 299    |
| 03   | Laura Peel               | 256    |
| 04   | Ashley Caldwell          | 240    |
| 05   | Shao Qi                  | 202    |
| 06   | Madison Varmette         | 197    |
| 07   | Winter Vinecki           | 156    |
| 08   | Olha Poljuk              | 143    |
| 09   | Aljaksandra Ramanouskaja | 128    |
| 10   | Megan Nick               | 125    |

| Rang | Name                    | Punkte |
| ---- | ----------------------- | ------ |
| 01   | Perrine Laffont         | 780    |
| 02   | Jaelin Kauf             | 570    |
| 03   | Jakara Anthony          | 545    |
| 04   | Julija Galyschewa       | 533    |
| 05   | Tess Johnson            | 349    |
| 06   | Justine Dufour-Lapointe | 303    |
| 07   | Chloé Dufour-Lapointe   | 291    |
| 08   | Junko Hoshino           | 241    |
| 09   | Hinako Tomitaka         | 238    |
| 10   | Laura Grasemann         | 237    |

| Rang | Name              | Punkte |
| ---- | ----------------- | ------ |
| 01   | Fanny Smith       | 799    |
| 02   | Sandra Näslund    | 755    |
| 03   | Marielle Thompson | 656    |
| 04   | Alizée Baron      | 484    |
| 05   | Brittany Phelan   | 467    |
| 06   | Andrea Limbacher  | 419    |
| 07   | Sanna Lüdi        | 418    |
| 08   | Kelsey Serwa      | 355    |
| 09   | Heidi Zacher      | 348    |
| 10   | India Sherret     | 321    |

| Rang | Name            | Punkte |
| ---- | --------------- | ------ |
| 01   | Cassie Sharpe   | 280    |
| 02   | Rachael Karker  | 260    |
| 03   | Zhang Kexin     | 256    |
| 04   | Kelly Sildaru   | 180    |
| 05   | Li Fanghui      | 156    |
| 06   | Brita Sigourney | 150    |
| 07   | Abigale Hansen  | 130    |
| 08   | Jang Yujin      | 108    |
| 09   | Yurie Watabe    | 107    |
| 10   | Elisabeth Gram  | 086    |

| Rang | Name             | Punkte |
| ---- | ---------------- | ------ |
| 01   | Megan Oldham     | 281    |
| 02   | Sarah Höfflin    | 280    |
| 03   | Eileen Gu        | 204    |
| 04   | Mathilde Gremaud | 192    |
| 05   | Silvia Bertagna  | 184    |
| 06   | Johanne Killi    | 182    |
| 07   | Julia Krass      | 155    |
| 08   | Caroline Claire  | 121    |
| 09   | Tess Ledeux      | 118    |
| 10   | Kelly Sildaru    | 100    |

| Rang | Name              | Punkte |
| ---- | ----------------- | ------ |
| 01   | Elena Gaskell     | 210    |
| 02   | Mathilde Gremaud  | 200    |
| 03   | Kea Kühnel        | 140    |
| 04   | Silvia Bertagna   | 118    |
| 05   | Yuki Tsubota      | 110    |
| 06   | Caroline Claire   | 109    |
| 07   | Sarah Höfflin     | 080    |
| 08   | Coline Ballet-Baz | 076    |
| 09   | Margaux Hackett   | 056    |
| 10   | Megan Oldham      | 045    |

### Podestplätze

#### Aerials
| Datum      | Ort                   | 1. Platz                 | 2. Platz        | 3. Platz        |
| ---------- | --------------------- | ------------------------ | --------------- | --------------- |
| 19.01.2019 | Lake Placid           | Xu Mengtao               | Shao Qi         | Xu Nuo          |
| 16.02.2019 | Moskau                | Aljaksandra Ramanouskaja | Laura Peel      | Xu Mengtao      |
| 23.02.2019 | Minsk                 | Xu Mengtao               | Xu Sicun        | Shao Qi         |
| 02.03.2019 | Shimao Lotus Mountain | Laura Peel               | Xu Sicun        | Ashley Caldwell |
| 03.03.2019 | Shimao Lotus Mountain | Xu Mengtao               | Ashley Caldwell | Xu Sicun        |

#### Moguls
| Datum      | Ort            | Disziplin   | 1. Platz             | 2. Platz             | 3. Platz                |
| ---------- | -------------- | ----------- | -------------------- | -------------------- | ----------------------- |
| 07.12.2018 | Ruka           | Moguls      | Perrine Laffont      | Julija Galyschewa    | Tess Johnson            |
| 15.12.2018 | Thaiwoo        | Moguls      | Jaelin Kauf          | Jakara Anthony       | Perrine Laffont         |
| 16.12.2018 | Thaiwoo        | Dual Moguls | Jaelin Kauf          | Perrine Laffont      | Julija Galyschewa       |
| 12.01.2019 | Calgary        | Moguls      | Julija Galyschewa    | Perrine Laffont      | Jaelin Kauf             |
| 18.01.2019 | Lake Placid    | Moguls      | Jakara Anthony       | Perrine Laffont      | Tess Johnson            |
| 26.01.2019 | Mont-Tremblant | Moguls      | Perrine Laffont      | Jakara Anthony       | Justine Dufour-Lapointe |
| 23.02.2019 | Tazawako       | Moguls      | Perrine Laffont      | Jakara Anthony       | Julija Galyschewa       |
| 24.02.2019 | Tazawako       | Dual Moguls | Perrine Laffont      | Jaelin Kauf          | Jakara Anthony          |
| 02.03.2019 | Shymbulak      | Moguls      | Julija Galyschewa    | Perrine Laffont      | Justine Dufour-Lapointe |
| 03.03.2019 | Shymbulak      | Dual Moguls | Wettbewerb abgesagt. | Wettbewerb abgesagt. | Wettbewerb abgesagt.    |

#### Skicross
| Datum      | Ort           | 1. Platz             | 2. Platz             | 3. Platz                 |
| ---------- | ------------- | -------------------- | -------------------- | ------------------------ |
| 07.12.2018 | Val Thorens   | Wettbewerb abgesagt. | Wettbewerb abgesagt. | Wettbewerb abgesagt.     |
| 08.12.2018 | Val Thorens   | Wettbewerb abgesagt. | Wettbewerb abgesagt. | Wettbewerb abgesagt.     |
| 15.12.2018 | Montafon      | Wettbewerb abgesagt. | Wettbewerb abgesagt. | Wettbewerb abgesagt.     |
| 17.12.2018 | Arosa         | Fanny Smith          | Sandra Näslund       | Marielle Thompson        |
| 21.12.2018 | Innichen      | Fanny Smith          | Sandra Näslund       | Marielle Berger Sabbatel |
| 22.12.2018 | Innichen      | Sandra Näslund       | Marielle Thompson    | Sanna Lüdi               |
| 19.01.2019 | Idre          | Heidi Zacher         | Marielle Thompson    | Fanny Smith              |
| 20.01.2019 | Idre          | Fanny Smith          | Brittany Phelan      | Kelsey Serwa             |
| 26.01.2019 | Blue Mountain | Fanny Smith          | Marielle Thompson    | Alizée Baron             |
| 16.02.2019 | Feldberg      | Sandra Näslund       | Lisa Andersson       | Alizée Baron             |
| 17.02.2019 | Feldberg      | Sandra Näslund       | Andrea Limbacher     | Brittany Phelan          |
| 23.02.2019 | Sunny Valley  | Fanny Smith          | Sandra Näslund       | Andrea Limbacher         |
| 24.02.2019 | Sunny Valley  | Fanny Smith          | Sanna Lüdi           | Alizée Baron             |
| 17.03.2019 | Veysonnaz     | Marielle Thompson    | Sandra Näslund       | Alizée Baron             |

#### Halfpipe
| Datum      | Ort                     | 1. Platz             | 2. Platz             | 3. Platz             |
| ---------- | ----------------------- | -------------------- | -------------------- | -------------------- |
| 07.12.2018 | Copper Mountain         | Kelly Sildaru        | Cassie Sharpe        | Brita Sigourney      |
| 22.12.2018 | Secret Garden Skiresort | Zhang Kexin          | Rachael Karker       | Li Fanghui           |
| 16.02.2019 | Calgary                 | Cassie Sharpe        | Rachael Karker       | Zhang Kexin          |
| 09.03.2019 | Mammoth Mountain        | Cassie Sharpe        | Kelly Sildaru        | Zhang Kexin          |
| 21.03.2019 | Tignes                  | Wettbewerb abgesagt. | Wettbewerb abgesagt. | Wettbewerb abgesagt. |

#### Slopestyle
| Datum      | Ort              | 1. Platz             | 2. Platz             | 3. Platz             |
| ---------- | ---------------- | -------------------- | -------------------- | -------------------- |
| 23.11.2018 | Stubai           | Kelly Sildaru        | Sarah Höfflin        | Mathilde Gremaud     |
| 12.01.2019 | Font Romeu       | Sarah Höfflin        | Eileen Gu            | Giulia Tanno         |
| 27.01.2019 | Seiser Alm       | Eileen Gu            | Megan Oldham         | Julia Krass          |
| 10.03.2019 | Mammoth Mountain | Mathilde Gremaud     | Johanne Killi        | Megan Oldham         |
| 17.03.2019 | Québec           | Wettbewerb abgesagt. | Wettbewerb abgesagt. | Wettbewerb abgesagt. |
| 30.03.2019 | Silvaplana       | Megan Oldham         | Tess Ledeux          | Silvia Bertagna      |

#### Big Air
| Datum      | Ort      | 1. Platz             | 2. Platz             | 3. Platz             |
| ---------- | -------- | -------------------- | -------------------- | -------------------- |
| 07.09.2018 | Cardrona | Elena Gaskell        | Caroline Claire      | Yuki Tsubota         |
| 04.11.2018 | Modena   | Mathilde Gremaud     | Sarah Höfflin        | Kea Kühnel           |
| 16.03.2019 | Québec   | Mathilde Gremaud     | Kea Kühnel           | Elena Gaskell        |
| 23.03.2019 | Oslo     | Wettbewerb abgesagt. | Wettbewerb abgesagt. | Wettbewerb abgesagt. |

## Mixed-Team (Aerials)
| Datum      | Austragungsort        | Sieger                                                | Zweiter                                               | Dritter                                              |
| ---------- | --------------------- | ----------------------------------------------------- | ----------------------------------------------------- | ---------------------------------------------------- |
| 03.03.2019 | Shimao Lotus Mountain | Volksrepublik China 1 Xu Mengtao Sun Jiaxu Wang Xindi | Volksrepublik China 2 Xu Sicun Yang Longxiao Wu Shudi | Volksrepublik China 3 Jia Liya Li Boyan Yang Renlong |